# Hou Xianguang
Hou Xianguang (chinesisch 侯先光, Pinyin Hóu Xiānguāng; * März 1949, Fengxian, Jiangsu) ist ein chinesischer Paläontologe, dessen Werke entscheidend zur Entdeckung der Chengjiang-Faunengemeinschaft beigetragen haben.

## Leben
Hou erhielt in Xuzhou seine schulische Ausbildung und studierte dann in Nanjing. 1977 erwarb er einen Abschluss in Geowissenschaften und arbeitete zunächst als Dozent im selben Department. Nach einem Master in Geologie und Paläontologie am Institut für Geologie und Palaeontologie der Chinesischen Akademie der Wissenschaften in Nanjing 1981 wurde er 1992 Associate Professor und 1994 Professor. 1997 erwarb er noch zusätzlich einen Doktorgrad an der Universität Uppsala, Schweden und ist seither Professor der Yunnan-Universität, wo er das Yunnan Key Laboratory for Palaeobiology (chinesisch 云南省古生物研究重点实验室, Pinyin Yún nán shěng gǔ shēng wŭ yán jiū zhòng diǎn shí yàn shì) aufgebaut hat und leitet.
1984 entdeckte er im Zuge langwieriger Feldarbeiten die Chengjiang-Faunengemeinschaft und erwarb sich große Verdienste in der Entwicklung von Konservierungsmethoden der „Weichkörper-Fossilien“. Die Entdeckung, zeitgleich mit den Burgess-Schiefer-Fossilien in Kanada, gehörte zu den spektakulärsten Entdeckungen der Paläontologie im 20. Jahrhundert.

## Ehrungen
Er erhielt den First Prize of National Natural Science of China 2003, den Prize for Science and Technology Progress of Ho Leung Ho Lee Foundation 2004, den Special award for Natural Sciences of Yunnan Province, den Sci-Tech Outstanding Contribution Award of Yunnan Province und war Vizepräsident der International Palaeontological Association von 2006 bis 2010.
Die Seeanemone Xianguangia sinica ist nach ihm benannt.

## Werke
Eine ausführliche Bibliographie findet sich auf der Seite des Yunnan Key Laboratory for Palaeobiology .
- Cambrian fossils of Chengjiang, China.
- Nationalnyckeln till Sveriges flora och fauna. Myriapoda: Denna volym omfattar samtliga nordiska arter.
- The Chengjiang Fauna. Exceptionally well-preserved animals from 530 million years ago.
- Arthropods of the Lower Cambrian Chengjiang fauna, southwest China, 1997 (Nanjing Inst. of Geology and Palaeontology, Academia Sinica, Nanjing, China).